# 国鉄キ1形貨車
国鉄キ1形貨車（こくてつキ1がたかしゃ）は、かつて鉄道省及び1949年（昭和24年）6月1日以降は日本国有鉄道（国鉄）に在籍した事業用貨車（木製単線用ラッセル式雪かき車）である。

## 概要
キ1形は1928年（昭和3年）の車両称号規程改正により、ユキ15形を改番したものである。
日本初の雪かき車として、1911年（明治44年）1月にアメリカ合衆国のラッセル・アンド・スノープラウ社より1両（ユキ15 → キ1）が輸入された、木製の単線用ラッセル式除雪車である。車体と鋤本体は木製であるが、鋤の先端部に鋼板が張られている。形状は、雪をいったん平鋤で跳ね上げ、その上部の楔形の鋤で左右にかき分ける延鋤形である。
予算の都合上必要数すべてを輸入することはできないので、鉄道院では本車を徹底的に調査し、約2年後の1912年（大正元年）11月から1927年（昭和2年）12月24日にかけて、量産車85両（ユキ16, ユキ25 - ユキ59, ユキ80 - ユキ94, ユキ460 - ユキ493 → キ2 - キ86）を札幌工場、苗穂工場、大宮工場、金沢工場で製造した。1944年（昭和19年）には胆振縦貫鉄道からの買収編入車1両（キ28の再買収）があったが、旧番号に復帰せず続番（キ87）が与えられたため、最終番号はキ87である。
木製であるがゆえに消耗も早く、鋼製のキ100形（1928年（昭和3年）製作開始）が登場した後は徐々にその活躍の場を狭め、1958年（昭和33年）度に形式消滅した。

## 製造実績
| 製造年    | 製造所                          | 番号（ユキ15形） | 番号（キ1形） | 廃車年月日                 | 廃車後                   |
| --------- | ------------------------------- | ---------------- | ------------- | -------------------------- | ------------------------ |
| 1911      | ラッセル・アンド・ スノープラウ | ユキ15           | キ1           | 1941年（昭和16年）9月18日  | 天塩鉄道へ譲渡           |
| 1912      | 札幌工場                        | ユキ16           | キ2           | 1934年（昭和9年）3月31日   | 解体                     |
| 1912      | 札幌工場                        | ユキ50           | キ28          |                            | 三菱鉱業大夕張鉄道へ譲渡 |
| 1912      | 札幌工場                        | ユキ51           | キ29          | 1933年（昭和8年）9月28日   | 解体                     |
| 1912      | 札幌工場                        | ユキ52           | キ30          | 1954年（昭和29年）2月25日  | 雄別炭鉱礦鉄道へ譲渡     |
| 1912      | 札幌工場                        | ユキ53           | キ31          |                            | 解体                     |
| 1912      | 札幌工場                        | ユキ54           | キ32          |                            | 寿都鉄道へ譲渡           |
| 1912      | 札幌工場                        | ユキ55           | キ33          | 1956年（昭和31年）6月1日   | 解体                     |
| 1913      | 大宮工場                        | ユキ56           | キ34          |                            | 解体                     |
| 1913      | 大宮工場                        | ユキ57           | キ35          |                            | 解体                     |
| 1913      | 大宮工場                        | ユキ58           | キ36          |                            | 新潟交通へ譲渡           |
| 1913      | 大宮工場                        | ユキ59           | キ37          |                            | 山形交通尾花沢線へ譲渡   |
| 1914      | 札幌工場                        | ユキ49           | キ27          | 1953年（昭和28年）10月31日 | 解体                     |
| 1915      | 大宮工場                        | ユキ41           | キ19          |                            | 羽後交通へ譲渡           |
| 1915      | 大宮工場                        | ユキ42           | キ20          | 1957年（昭和32年）3月1日   | 解体                     |
| 1915      | 大宮工場                        | ユキ43           | キ21          | 1934年（昭和9年）2月9日    | 解体                     |
| 1915      | 大宮工場                        | ユキ44           | キ22          |                            | 解体                     |
| 1915      | 大宮工場                        | ユキ45           | キ23          | 1943年（昭和18年）2月1日   | 解体                     |
| 1915      | 大宮工場                        | ユキ46           | キ24          |                            | 解体                     |
| 1915      | 苗穂工場                        | ユキ47           | キ25          |                            | 定山渓鉄道へ譲渡         |
| 1915      | 苗穂工場                        | ユキ48           | キ26          | 1952年（昭和27年）10月11日 | 解体                     |
| 1917-1918 | 苗穂工場                        | ユキ33           | キ11          | 1941年（昭和16年）11月24日 | 羽幌炭礦鉄道へ譲渡       |
| 1917-1918 | 苗穂工場                        | ユキ34           | キ12          |                            | 三井芦別鉄道へ譲渡       |
| 1917-1918 | 苗穂工場                        | ユキ35           | キ13          | 1954年（昭和29年）2月2日   | 解体                     |
| 1917-1918 | 大宮工場                        | ユキ36           | キ14          |                            | 解体                     |
| 1917-1918 | 大宮工場                        | ユキ37           | キ15          | 1943年（昭和18年）3月27日  | 解体                     |
| 1917-1918 | 大宮工場                        | ユキ38           | キ16          |                            | 解体                     |
| 1917-1918 | 大宮工場                        | ユキ39           | キ17          |                            | 解体                     |
| 1917-1918 | 大宮工場                        | ユキ40           | キ18          | 1957年（昭和32年）3月1日   | 解体                     |
| 1918-1919 | 金沢工場                        | ユキ25           | キ3           |                            | 解体                     |
| 1918-1919 | 金沢工場                        | ユキ26           | キ4           |                            | 弘南鉄道へ譲渡           |
| 1918-1919 | 金沢工場                        | ユキ27           | キ5           |                            | 解体                     |
| 1918-1919 | 金沢工場                        | ユキ28           | キ6           |                            | 解体                     |
| 1918-1919 | 苗穂工場                        | ユキ29           | キ7           |                            | 解体                     |
| 1918-1919 | 苗穂工場                        | ユキ30           | キ8           | 1952年（昭和27年）12月2日  | 解体                     |
| 1918-1919 | 苗穂工場                        | ユキ31           | キ9           |                            | 北海道拓殖鉄道へ譲渡     |
| 1918-1919 | 苗穂工場                        | ユキ32           | キ10          |                            | 解体                     |
| 1918-1919 | 大宮工場                        | ユキ80           | キ38          |                            | 解体                     |
| 1918-1919 | 大宮工場                        | ユキ81           | キ39          |                            | 解体                     |
| 1918-1919 | 大宮工場                        | ユキ82           | キ40          | 1957年（昭和32年）10月20日 | 解体                     |
| 1918-1919 | 大宮工場                        | ユキ83           | キ41          |                            | 解体                     |
| 1918-1919 | 大宮工場                        | ユキ84           | キ42          |                            | 解体                     |
| 1918-1919 | 大宮工場                        | ユキ85           | キ43          |                            | 解体                     |
| 1918-1919 | 大宮工場                        | ユキ86           | キ44          | 1935年（昭和10年）12月20日 | 解体                     |
| 1918-1919 | 大宮工場                        | ユキ87           | キ45          |                            | 解体                     |
| 1918-1919 | 大宮工場                        | ユキ88           | キ46          | 1935年（昭和10年）6月24日  | 解体                     |
| 1918-1919 | 大宮工場                        | ユキ89           | キ47          | 1939年（昭和14年）6月28日  | 解体                     |
| 1920      | 苗穂工場                        | ユキ90           | キ48          | 1935年（昭和10年）12月20日 | 解体                     |
| 1920      | 苗穂工場                        | ユキ91           | キ49          | 1934年（昭和9年）3月31日   | 解体                     |
| 1920      | 苗穂工場                        | ユキ92           | キ50          | 1956年（昭和31年）6月1日   | 解体                     |
| 1921      | 大宮工場                        | ユキ93           | キ51          | 1935年（昭和10年）6月24日  | 解体                     |
| 1921      | 大宮工場                        | ユキ94           | キ52          |                            | 解体                     |
| 1921      | 大宮工場                        | ユキ460          | キ53          | 1954年（昭和29年）7月17日  | 解体                     |
| 1921      | 大宮工場                        | ユキ461          | キ54          |                            | 解体                     |
| 1921      | 大宮工場                        | ユキ462          | キ55          | 1953年（昭和28年）11月14日 | 解体                     |
| 1921      | 苗穂工場                        | ユキ463          | キ56          | 1956年（昭和31年）6月1日   | 解体                     |
| 1921      | 苗穂工場                        | ユキ464          | キ57          | 1955年（昭和30年）8月1日   | 解体                     |
| 1921      | 苗穂工場                        | ユキ465          | キ58          | 1957年（昭和32年）7月1日   | 解体                     |
| 1921      | 苗穂工場                        | ユキ466          | キ59          | 1934年（昭和9年）10月22日  | 解体                     |
| 1921      | 苗穂工場                        | ユキ467          | キ60          | 1955年（昭和30年）1月1日   | 解体                     |
| 1921      | 苗穂工場                        | ユキ468          | キ61          | 1952年（昭和27年）10月7日  | 解体                     |
| 1921      | 苗穂工場                        | ユキ469          | キ62          | 1954年（昭和29年）9月24日  | 解体                     |
| 1922-1923 | 苗穂工場                        | ユキ470          | キ63          | 1953年（昭和28年）10月31日 | 解体                     |
| 1922-1923 | 苗穂工場                        | ユキ471          | キ64          | 1953年（昭和28年）7月14日  | 解体                     |
| 1922-1923 | 苗穂工場                        | ユキ472          | キ65          | 1957年（昭和32年）7月1日   | 解体                     |
| 1923-1924 | 大宮工場                        | ユキ473          | キ66          |                            | 解体                     |
| 1923-1924 | 大宮工場                        | ユキ474          | キ67          |                            | 定山渓鉄道へ譲渡         |
| 1923-1924 | 大宮工場                        | ユキ475          | キ68          | 1955年（昭和30年）12月10日 | 解体                     |
| 1923-1924 | 大宮工場                        | ユキ476          | キ69          | 1958年（昭和33年）3月20日  | 解体                     |
| 1923-1924 | 大宮工場                        | ユキ477          | キ70          |                            | 解体                     |
| 1923-1924 | 大宮工場                        | ユキ478          | キ71          | 1955年（昭和30年）6月1日   | 解体                     |
| 1923-1924 | 大宮工場                        | ユキ479          | キ72          | 1954年（昭和29年）7月1日   | 解体                     |
| 1923-1924 | 大宮工場                        | ユキ480          | キ73          | 1955年（昭和30年）8月1日   | 解体                     |
| 1923-1924 | 大宮工場                        | ユキ481          | キ74          |                            | 解体                     |
| 1923-1924 | 大宮工場                        | ユキ482          | キ75          | 1952年（昭和27年）10月11日 | 解体                     |
| 1924      | 大宮工場                        | ユキ483          | キ76          | 1954年（昭和29年）2月19日  | 解体                     |
| 1924      | 大宮工場                        | ユキ484          | キ77          | 1955年（昭和30年）8月1日   | 解体                     |
| 1924      | 苗穂工場                        | ユキ485          | キ78          | 1955年（昭和30年）8月1日   | 解体                     |
| 1925      | 大宮工場                        | ユキ486          | キ79          | 1958年（昭和33年）9月15日  | 解体                     |
| 1925      | 大宮工場                        | ユキ487          | キ80          | 1952年（昭和27年）12月2日  | 解体                     |
| 1925      | 苗穂工場                        | ユキ488          | キ81          | 1954年（昭和29年）11月1日  | 解体                     |
| 1925      | 苗穂工場                        | ユキ489          | キ82          | 1957年（昭和32年）2月1日   | 北海道拓殖鉄道へ譲渡     |
| 1926      | 大宮工場                        | ユキ490          | キ83          | 1958年（昭和33年）1月10日  | 解体                     |
| 1926      | 大宮工場                        | ユキ491          | キ84          | 1957年（昭和32年）10月20日 | 解体                     |
| 1927      | 苗穂工場                        | ユキ492          | キ85          | 1958年（昭和33年）3月20日  | 解体                     |
| 1927      | 苗穂工場                        | ユキ493          | キ86          | 1953年（昭和28年）10月8日  | 解体                     |

- 1920年度に本州で31両、北海道で19両。その後札幌鉄道局管内36両、仙台、名古屋、神戸鉄道局管内に50両使用されていた。

## 譲渡
1936年（昭和11年）より1958年（昭和33年）にかけ、多くの車両が地方鉄道会社に譲渡された。これは鉄道省及び国鉄が戦争中の酷使により疲弊しきった旧型のキ1形を廃車にして、新型のキ100形を増備している最中だったという背景がある。当時国鉄工場以外での雪かき車の製作実績は無く、ようやく戦後に飯野産業がキ100形を製作し始めた所であった。また私鉄において戦前は人力による除雪が基本であった。沿線農家の農閑期にあたり余剰労働力の確保が容易であったし、必要に応じて国鉄から借り入れていた。しかし戦後になるとインフレにより人件費が高騰し、除雪費が問題となっていた。
1936年（昭和11年）7月、1両（キ28）が大夕張炭礦専用鉄道に譲渡され、キ28となった。1940年（昭和15年）2月22日、胆振縦貫鉄道に再譲渡され、キ1となった。1944年（昭和19年）7月1日、戦時買収により鉄道省に復帰、キ87となった。苗穂駅、千歳駅等を常備駅とし、1953年（昭和28年）10月8日に苗穂工場において廃車になった。
1942年（昭和17年）1月15日、1両（キ1）が天塩鉄道（後の天塩炭礦鉄道）に譲渡され、キ1となった。1967年（昭和42年）、路線廃止により廃車。
1942年（昭和17年）11月27日、1両（キ11）が羽幌炭礦鉄道に譲渡され、キ11となった。1966年（昭和41年）、老朽化により廃車。
1951年（昭和26年）9月10日、1両（キ32）が寿都鉄道に譲渡され、キ32となった。1968年（昭和43年）、路線廃止により廃車。
1951年（昭和26年）9月14日、1両（キ37）が山形交通に譲渡され、尾花沢線のユキ1となった。1958年（昭和33年）、老朽化により廃車。
1951年（昭和26年）、1両（キ36）が新潟交通に譲渡され、キ1となった。1968年（昭和43年）、老朽化により廃車。
1951年（昭和26年）、1両（キ19）が羽後交通に譲渡され、横荘線のユキ1となった。1957年（昭和32年）5月27日に横手機関庫の火災により焼損したが、焼け残った部品を再用して復旧。同時に鋼体化された。1971年（昭和46年）7月21日、路線廃止により廃車。
1952年（昭和27年）5月17日、1両（キ12）が三井芦別鉄道に譲渡され、キ1となった。1955年（昭和30年）1月、自社工場で鋼体化されキ100（キ100形）に改番。1964年（昭和39年）、羽幌炭礦鉄道に譲渡された。
1952年（昭和27年）9月26日、1両（キ25）が定山渓鉄道に譲渡され、ユキ2となった。1969年（昭和44年）、路線廃止により廃車。
1952年（昭和27年）、1両（キ4）が弘南鉄道に譲渡され、弘南線のキ4となった。1968年（昭和43年）、老朽化により廃車。
1953年（昭和28年）6月23日、1両（キ9）が北海道拓殖鉄道に譲渡され、キ1（キ1形）となった。1958年（昭和33年）7月、老朽化により廃車。
1953年（昭和28年）9月19日、1両（キ67）が定山渓鉄道に譲渡され、ユキ1となった。1968年（昭和43年）、老朽化により廃車。
1954年（昭和29年）2月25日、1両（キ30）が雄別炭礦鉄道に譲渡され、キ1となった。のち鋼体化され、1970年（昭和45年）、路線廃止により廃車。
1958年（昭和33年）5月19日、1両（キ82）が北海道拓殖鉄道に譲渡され、キ2（キ1形）となった。のち鋼体化され、1964年（昭和39年）、老朽化により廃車。